# BioRxiv

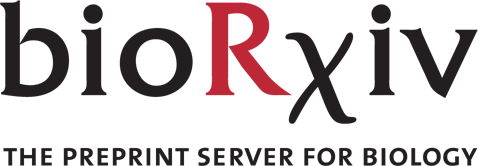
Offizielles Logo

BioRxiv (Englisch gesprochen: Bio-Archive) ist ein Preprint-Server für die Biowissenschaften.
BioRxiv hat Ende 2013 seinen Betrieb aufgenommen. Die Webseite wird am Cold Spring Harbor Laboratory (CSHL) im US-Staat New York betrieben. Nach einem Bericht von Science-Insider, dem News-Dienst der Zeitschrift Science, sei dem Projekt ein vielversprechender Start gelungen. Der Preprint-Server soll ein analoges Projekt zum Preprint-Server arxiv.org werden, der als Preprint-Server vor allem für Physik und Mathematik seit seiner Gründung eine führende Rolle in den Publikationen in seinen Bereichen erhalten hat. Im ersten Jahr erhielt BioRxiv 824 Manuskripte, wobei der Eingang der Manuskripte leicht ansteigt.
Die Hauptbetreuer des Servers sind die Molekularbiologen John Inglis und Richard Sever des CSHL. John Inglis ist der Leiter der CSHL Press, des Labor-eigenen Verlages.
25 % der wissenschaftlichen Arbeiten, die bis 2014 in BioRxiv veröffentlicht worden sind, sind später in Peer Reviewten Zeitschriften erschienen. Die Arbeiten umfassen rund 25 Disziplinen, etwa Zellbiologie, Krebsforschung und Neurowissenschaften. Insgesamt sind die Veröffentlichungen in 95 verschiedenen Zeitschriften erschienen. Mehrere wissenschaftliche Zeitschriften haben seit der Gründung von BioRxiv erklärt, dass eine Publikation in einem Preprint-Server nicht einer späteren Veröffentlichung in ihrem Journal entgegensteht.

## Wissenschaftlicher Beirat
Den wissenschaftlichen Beirat des BioRxiv (Advisory Board) bilden (Stand Oktober 2020):
- Anurag Acharya (Google)
- Rick Anderson (University of Utah)
- Stefano Bertuzzi (American Society for Microbiology)
- Jonathan Eisen (UC Davis)
- Paul Ginsparg (Cornell and arXiv)
- Eric D. Green (National Human Genome Research Institute, Bethesda)
- Hopi Hoekstra (Harvard)
- Leonid Kruglyak (UCLA and HHMI)
- Frank Norman (MRC NIMR)
- Bernd Pulverer (EMBO)
- John Sack (Stanford)
- Sandra L. Schmid (UT Southwestern)
- Pamela A. Silver (Harvard)
- Eric Topol (Scripps Research Institute)
- Leslie Vosshall (Rockefeller University)
- Fiona Watt (King’s College London)
- Mike Wigler (Cold Spring Harbor Laboratory)

## Umfang
Die Anzahl der bis Ende des Jahres 2019 auf bioRxiv hochgeladenen Preprints betrug etwa 65.000. Bis Ende 2022 war die Anzahl der Preprints auf etwa 180.000 gestiegen.